# تشارلز أو. بورتر
تشارلز أو. بورتر هو محامي وسياسي أمريكي، ولد في 4 أبريل 1919 في كلاماث فالز في الولايات المتحدة، وتوفي في 2006 في يوجين في الولايات المتحدة بسبب مرض آلزهايمر. نشط حزبياً في الحزب الديمقراطي. وقد انتخب عضو مجلس النواب الأمريكي ‏.